# Боју (Хунедоара)
Боју (рум. Boiu) насеље је у Румунији у округу Хунедоара у општини Раполту Маре. Oпштина се налази на надморској висини од 262 m.

## Становништво
Према подацима из 2002. године у насељу је живело 197 становника, од којих су сви румунске националности.